# Saint-Agoulin
Saint-Agoulin ist eine französische Gemeinde mit 311 Einwohnern (Stand: 1. Januar 2022) im  Département Puy-de-Dôme in der Region Auvergne-Rhône-Alpes. Die Gemeinde gehört zum Arrondissement Riom und zum Kanton Aigueperse.

## Lage
Saint-Agoulin liegt etwa 15 Kilometer nordnordöstlich von Riom. Umgeben wird Saint-Agoulin von den Nachbargemeinden Vensat im Norden und Nordosten, Chaptuzat im Osten, Artonne im Süden, Jozerand im Westen und Südwesten sowie Champs im Westen und Nordwesten.

## Bevölkerungsentwicklung
| Jahr                       | 1962 | 1968 | 1975 | 1982 | 1990 | 1999 | 2008 | 2018 |
| Einwohner                  | 270  | 280  | 267  | 234  | 212  | 246  | 272  | 334  |
| Quellen: Cassini und INSEE |      |      |      |      |      |      |      |      |

## Sehenswürdigkeiten

Kirche Saint-Jean-Baptiste

- Kirche Saint-Jean-Baptiste
- Schloss Saint-Agoulin